# Oraše
Oraše (Servisch cyrillisch Ораше) is een plaats in de Servische gemeente Tutin. De plaats telt 455 inwoners (2002).